# Fussballclub Zürich 2008-2009
Questa voce raccoglie le informazioni riguardanti il Fussballclub Zürich nelle competizioni ufficiali della stagione 2008-2009.

## Stagione
Nella stagione 2008-2009 il Zurigo, allenato da Bernard Challandes, concluse il campionato di Super League al 1º posto. In Coppa Svizzera il Zurigo fu eliminato ai quarti di finale dal Basilea. In Coppa UEFA il Zurigo fu eliminato al primo turno dal Milan.

## Rosa
| N. |                      | Ruolo | Calciatore         |
| -- | -------------------- | ----- | ------------------ |
| 1  | Svizzera (bandiera)  | P     | Johnny Leoni       |
| 2  | Finlandia (bandiera) | D     | Veli Lampi         |
| 5  | Svizzera (bandiera)  | C     | Xavier Margairaz   |
| 6  | Svizzera (bandiera)  | C     | Tito Tarchini      |
| 7  | Svizzera (bandiera)  | C     | Silvan Aegerter    |
| 9  | Svezia (bandiera)    | C     | Andrés Vásquez     |
| 10 | Nigeria (bandiera)   | C     | Onyekachi Okonkwo  |
| 11 | Svizzera (bandiera)  | C     | Adrian Nikçi       |
| 12 | Guadalupa (bandiera) | A     | Alexandre Alphonse |
| 13 | Svizzera (bandiera)  | D     | Florian Stahel     |
| 14 | Svezia (bandiera)    | C     | Dušan Đurić        |
| 15 | Svizzera (bandiera)  | D     | Daniel Stucki      |
| 16 | Svizzera (bandiera)  | D     | Philippe Koch      |

| N. |                            | Ruolo | Calciatore         |
| -- | -------------------------- | ----- | ------------------ |
| 17 | Tunisia (bandiera)         | A     | Yassine Chikhaoui  |
| 19 | Svizzera (bandiera)        | D     | Alain Rochat       |
| 21 | Rep. Dominicana (bandiera) | D     | Heinz Barmettler   |
| 22 | Svizzera (bandiera)        | P     | Orlando Lattmann   |
| 23 | Svizzera (bandiera)        | C     | Almen Abdi         |
| 25 | Svizzera (bandiera)        | A     | Admir Mehmedi      |
| 26 | Liechtenstein (bandiera)   | C     | Martin Büchel      |
| 27 | Svizzera (bandiera)        | C     | Marco Schönbächler |
| 28 | Svizzera (bandiera)        | C     | Remo Staubli       |
| 29 | Francia (bandiera)         | A     | Éric Hassli        |
| 30 | Finlandia (bandiera)       | D     | Hannu Tihinen      |
| 32 | Italia (bandiera)          | P     | Andrea Guatelli    |
|    | Svizzera (bandiera)        | A     | Innocent Emeghara  |

## Organigramma societario
Area tecnica
- Allenatore: Bernard Challandes
- Allenatore in seconda: Erich Hänzi, André Ladner
- Preparatore dei portieri:
- Preparatori atletici:

## Calciomercato

### Sessione estiva
| Acquisti | Acquisti      | Acquisti  | Acquisti |
| R.       | Nome          | da        | Modalità |
| -------- | ------------- | --------- | -------- |
| D        | Philippe Koch | Zurigo II |          |
| A        | Admir Mehmedi | Zurigo II |          |
| C        | Tito Tarchini | Lugano    |          |

| Cessioni | Cessioni                  | Cessioni   | Cessioni |
| R.       | Nome                      | a          | Modalità |
| -------- | ------------------------- | ---------- | -------- |
| A        | Sílvio Carlos de Oliveira | Wil        |          |
| A        | Eudis                     | Young Boys |          |
| A        | Orhan Mustafi             | Basilea    |          |

### Sessione invernale
| Acquisti | Acquisti         | Acquisti | Acquisti |
| R.       | Nome             | da       | Modalità |
| -------- | ---------------- | -------- | -------- |
| C        | Xavier Margairaz | Osasuna  |          |

| Cessioni | Cessioni         | Cessioni       | Cessioni |
| R.       | Nome             | a              | Modalità |
| -------- | ---------------- | -------------- | -------- |
| D        | Oumar Kondé      | Chengdu Blades |          |
| C        | Luca Ladner      | Wohlen         |          |
| A        | Emra Tahirović   | Örebro         |          |
| D        | Adán Vergara     | Lucerna        |          |
| D        | Mehdi Challandes | Yverdon        |          |

## Risultati

### Super League

#### Prima fase, girone di andata
| Arbitro: | Circhetta |

|           |           |                     |
| Besle 48’ | Marcatori | 34’ Hassli 49’ Abdi |

| Arbitro: | Studer |

|            |           |  |
| Rochat 18’ | Marcatori |  |

| Arbitro: | Bertolini |

|                        |           |              |
| Burki 30’ Bengondo 75’ | Marcatori | 58’ Alphonse |

| Arbitro: | Wermelinger |

|                        |           |            |
| Aegerter 34’ Đurić 83’ | Marcatori | 80’ Ghezal |

| Arbitro: | Busacca |

|                                  |           |                            |
| Salatic 56’ Bobadilla 88’ (rig.) | Marcatori | 73’ Abdi 90’ (rig.) Rochat |

| Arbitro: | Kever |

|          |           |                                                |
| Abdi 42’ | Marcatori | 13’ Stocker 22’ Chipperfield 54’, 90’ Carlitos |

| Arbitro: | Studer |

|             |           |                                     |
| Vanczák 13’ | Marcatori | 15’ Aegerter 55’ Hassli 90’ Mehmedi |

| Arbitro: | Zimmermann |

|                                   |           |  |
| Alphonse 59’ Abdi 85’ (rig.), 89’ | Marcatori |  |

| Arbitro: | Bertolini |

|             |           |                                                                 |
| Rivaldo 68’ | Marcatori | 47’, 58’ Hassli 57’ Đurić 75’ Alphonse 78’ Stahel 81’, 90’ Abdi |

#### Prima fase, girone di ritorno
| Arbitro: | Circhetta |

|                             |           |  |
| Hassli 2’ Alphonse 21’, 90’ | Marcatori |  |

| Arbitro: | Kever |

|  |           |                               |
|  | Marcatori | 15’, 38’ Tihinen 64’ Alphonse |

| Arbitro: | Studer |

|                                   |           |  |
| Alphonse 36’, 55’, 63’ Hassli 48’ | Marcatori |  |

| Arbitro: | Circhetta |

|                         |           |                 |
| Degen 18’ Regazzoni 90’ | Marcatori | 23’, 90’ Hassli |

| Arbitro: | Kever |

|                     |           |            |
| Abdi 80’ Hassli 87’ | Marcatori | 48’ Zárate |

| Arbitro: | Busacca |

|                   |           |            |
| Huggel 15’ (rig.) | Marcatori | 51’ Hassli |

| Arbitro: | Bertolini |

|              |           |  |
| Alphonse 12’ | Marcatori |  |

| Arbitro: | Studer |

|  |           |                                        |
|  | Marcatori | 11’ (rig.) Abdi 65’ Alphonse 72’ Đurić |

| Arbitro: | Bieri |

|           |           |  |
| Rochat 5’ | Marcatori |  |

#### Seconda fase, girone di andata
| Arbitro: | Rogalla |

|                     |           |                      |
| Linz 34’ Zárate 90’ | Marcatori | 46’ Hassli 49’ Đurić |

| Zurigo 14 febbraio 2009, ore 17:45 CET 20ª giornata | Zurigo  | 0 – 0 referto | Bellinzona | Stadio Letzigrund (4 200 spett.)\| Arbitro: \| Grossen \| |
| Arbitro:                                            | Grossen |               |            |                                                           |

| Arbitro: | Busacca |

|                              |           |            |
| Gjasula 55’ Chipperfield 79’ | Marcatori | 14’ Hassli |

| Arbitro: | Wermelinger |

|                                                 |           |  |
| Hassli 19’ Abdi 26’ Đurić 47’, 56’ Aegerter 59’ | Marcatori |  |

| Arbitro: | Bertolini |

|           |           |                                |
| Gajić 45’ | Marcatori | 85’, 90’ Nikçi 87’ (rig.) Abdi |

| Arbitro: | Kever |

|                           |           |  |
| Abdi 43’ (rig.), 47’, 78’ | Marcatori |  |

| Arbitro: | Laperrière |

|                                                          |           |                           |
| Regazzoni 2’ Doumbia 68’ Raimondi 77’ (rig.), 83’ (rig.) | Marcatori | 40’ Nikçi 58’ (rig.) Abdi |

| Arbitro: | Grossen |

|                      |           |            |
| Abdi 73’ Mehmedi 90’ | Marcatori | 44’ Mutsch |

| Arbitro: | Bertolini |

|  |           |               |
|  | Marcatori | 41’ Margairaz |

#### Seconda fase, girone di ritorno
| Arbitro: | Hänni |

|                        |           |                           |
| Aegerter 6’ Hassli 45’ | Marcatori | 8’ Afonso 22’ Monterrubio |

| Arbitro: | Studer |

|  |           |                              |
|  | Marcatori | 49’ Đurić 72’ Abdi 87’ Nikçi |

| Arbitro: | Busacca |

|                                    |           |  |
| Okonkwo 16’ Margairaz 28’ Abdi 72’ | Marcatori |  |

| Arbitro: | Studer |

|  |           |              |
|  | Marcatori | 32’ Aegerter |

| Arbitro: | Laperrière |

|              |           |              |
| Alphonse 34’ | Marcatori | 60’ Frimpong |

| Arbitro: | Wermelinger |

|                                      |           |                                              |
| Galbi 13’ Steinarsson 23’ Gaspar 53’ | Marcatori | 11’, 17’, 43’ Hassli 86’ Đurić 90’ Chikhaoui |

| Arbitro: | Busacca |

|           |           |                                        |
| Đurić 43’ | Marcatori | 37’ Gelabert 71’ Streller 90’ Derdiyok |

| Arbitro: | Hänni |

|  |           |              |
|  | Marcatori | 31’ Alphonse |

| Arbitro: | Rogalla |

|                            |           |            |
| Rochat 53’ Abdi 70’ (rig.) | Marcatori | 55’ Zárate |

### Coppa Svizzera
| 21 settembre 2008, ore 14:00 CEST Primo turno | Widnau | 0 – 6 | Zurigo |  |

| 19 ottobre 2008, ore 14:30 CEST Secondo turno | Sciaffusa | 0 – 1 | Zurigo |  |

| 23 novembre 2008, ore 14:30 CET Ottavi di finale | Wil | 0 – 1 | Zurigo |  |

| 18 marzo 2009, ore 20:15 CET Quarti di finale | Zurigo | 0 – 1 | Basilea |  |

### Coppa UEFA

#### Preliminari
| Arbitro: | Trifonos |

|            |           |                 |
| Hassli 13’ | Marcatori | 78’ (rig.) Haas |

| Arbitro: | Stålhammar |

|                              |                      |                                      |
| Hölzl 12’                    | Marcatori            | 5’ Abdi                              |
| Haas Beichler Lamotte Hlinka | Tiri di rigore 2 – 4 | Abdi Barmettler Stahel Okonkwo Nikçi |

#### Fase a eliminazione diretta
| Arbitro: | González |

|                                          |           |           |
| Stahel 45’ (aut.) Pato 56’ Borriello 74’ | Marcatori | 77’ Đurić |

| Arbitro: | Skomina |

|  |           |              |
|  | Marcatori | 70’ Ševčenko |

## Statistiche

### Statistiche di squadra
| Competizione   | Punti | In casa | In casa | In casa | In casa | In casa | In casa | In trasferta | In trasferta | In trasferta | In trasferta | In trasferta | In trasferta | Totale | Totale | Totale | Totale | Totale | Totale | DR  |
| Competizione   | Punti | G       | V       | N       | P       | Gf      | Gs      | G            | V            | N            | P            | Gf           | Gs           | G      | V      | N      | P      | Gf     | Gs     | DR  |
| -------------- | ----- | ------- | ------- | ------- | ------- | ------- | ------- | ------------ | ------------ | ------------ | ------------ | ------------ | ------------ | ------ | ------ | ------ | ------ | ------ | ------ | --- |
| Super League   | 79    | 18      | 13      | 3       | 2       | 37      | 14      | 18           | 11           | 4            | 3            | 43           | 22           | 36     | 24     | 7      | 5      | 80     | 36     | +44 |
| Coppa Svizzera | -     | 1       | 0       | 0       | 1       | 0       | 1       | 3            | 3            | 0            | 0            | 8            | 0            | 4      | 3      | 0      | 1      | 8      | 1      | +7  |
| Coppa UEFA     | -     | 2       | 0       | 1       | 1       | 1       | 2       | 2            | 0            | 1            | 1            | 2            | 4            | 4      | 0      | 2      | 2      | 3      | 6      | -3  |
| Totale         | 79    | 21      | 13      | 4       | 4       | 38      | 17      | 23           | 14           | 5            | 4            | 53           | 26           | 44     | 27     | 9      | 8      | 91     | 43     | +48 |

### Andamento in campionato
| Giornata  | 1 | 2 | 3 | 4 | 5 | 6 | 7 | 8 | 9 | 10 | 11 | 12 | 13 | 14 | 15 | 16 | 17 | 18 | 19 | 20 | 21 | 22 | 23 | 24 | 25 | 26 | 27 | 28 | 29 | 30 | 31 | 32 | 33 | 34 | 35 | 36 |
| --------- | - | - | - | - | - | - | - | - | - | -- | -- | -- | -- | -- | -- | -- | -- | -- | -- | -- | -- | -- | -- | -- | -- | -- | -- | -- | -- | -- | -- | -- | -- | -- | -- | -- |
| Luogo     | T | C | T | C | T | C | T | C | T | C  | T  | C  | T  | C  | T  | C  | T  | C  | T  | C  | T  | C  | T  | C  | T  | C  | T  | C  | T  | C  | T  | C  | T  | C  | T  | C  |
| Risultato | V | V | P | V | N | P | V | V | V | V  | V  | V  | N  | V  | N  | V  | V  | V  | N  | N  | P  | V  | V  | V  | P  | V  | V  | N  | V  | V  | V  | N  | V  | P  | V  | V  |
| Posizione | 3 | 2 | 4 | 2 | 3 | 3 | 3 | 2 | 2 | 2  | 1  | 1  | 2  | 2  | 2  | 1  | 1  | 1  | 1  | 1  | 1  | 1  | 1  | 1  | 2  | 1  | 1  | 2  | 1  | 1  | 1  | 1  | 1  | 1  | 1  | 1  |

Legenda:

Luogo: C = Casa; T = Trasferta. Risultato: V = Vittoria; N = Pareggio; P = Sconfitta.

### Statistiche dei giocatori
| Giocatore       | Super League | Super League | Super League | Super League | Coppa UEFA | Coppa UEFA | Coppa UEFA  | Coppa UEFA | Totale   | Totale | Totale      | Totale     |
| Giocatore       | Presenze     | Reti         | Ammonizioni  | Espulsioni   | Presenze   | Reti       | Ammonizioni | Espulsioni | Presenze | Reti   | Ammonizioni | Espulsioni |
| --------------- | ------------ | ------------ | ------------ | ------------ | ---------- | ---------- | ----------- | ---------- | -------- | ------ | ----------- | ---------- |
| A. Abdi         | 32           | 19           | 8            | 0            | 4          | 1          | 0           | 0          | 36       | 20     | 8           | 0          |
| S. Aegerter     | 34           | 5            | 9            | 0            | 4          | 0          | 0           | 0          | 38       | 5      | 9           | 0          |
| A. Alphonse     | 30           | 13           | 4            | 0            | 4          | 0          | 0           | 0          | 34       | 13     | 4           | 0          |
| H. Barmettler   | 27           | 0            | 4            | 0            | 4          | 0          | 0           | 0          | 31       | 0      | 4           | 0          |
| M. Büchel       | 13           | 0            | 0            | 0            | 0          | 0          | 0           | 0          | 13       | 0      | 0           | 0          |
| M. Challandes   | 1            | 0            | 0            | 0            | 0          | 0          | 0           | 0          | 1        | 0      | 0           | 0          |
| Y. Chikhaoui    | 6            | 1            | 2            | 0            | 0          | 0          | 0           | 0          | 6        | 1      | 2           | 0          |
| I. Emeghara     | 0            | 0            | 0            | 0            | 0          | 0          | 0           | 0          | 0        | 0      | 0           | 0          |
| A. Guatelli     | 3            | 0            | 0            | 0            | 0          | 0          | 0           | 0          | 3        | 0      | 0           | 0          |
| E. Hassli       | 27           | 17           | 7            | 0            | 4          | 1          | 0           | 0          | 31       | 18     | 7           | 0          |
| P. Koch         | 11           | 0            | 0            | 0            | 1          | 0          | 0           | 0          | 12       | 0      | 0           | 0          |
| O. Kondé        | 1            | 0            | 0            | 0            | 0          | 0          | 0           | 0          | 1        | 0      | 0           | 0          |
| L. Ladner       | 5            | 0            | 0            | 0            | 0          | 0          | 0           | 0          | 5        | 0      | 0           | 0          |
| V. Lampi        | 28           | 0            | 1            | 0            | 3          | 0          | 0           | 0          | 31       | 0      | 1           | 0          |
| O. Lattmann     | 0            | 0            | 0            | 0            | 0          | 0          | 0           | 0          | 0        | 0      | 0           | 0          |
| J. Leoni        | 34           | 0            | 0            | 1            | 4          | 0          | 0           | 0          | 38       | 0      | 0           | 1          |
| X. Margairaz    | 13           | 2            | 1            | 1            | 0          | 0          | 0           | 0          | 13       | 2      | 1           | 1          |
| A. Mehmedi      | 11           | 2            | 1            | 0            | 2          | 0          | 0           | 0          | 13       | 2      | 1           | 0          |
| A. Nikçi        | 34           | 4            | 0            | 1            | 3          | 0          | 0           | 0          | 37       | 4      | 0           | 1          |
| O. Okonkwo      | 35           | 1            | 7            | 0            | 3          | 0          | 0           | 0          | 38       | 1      | 7           | 0          |
| A. Rochat       | 29           | 4            | 6            | 0            | 1          | 0          | 0           | 0          | 30       | 4      | 6           | 0          |
| M. Schönbächler | 13           | 0            | 2            | 0            | 0          | 0          | 0           | 0          | 13       | 0      | 2           | 0          |
| C. Silvio       | 1            | 0            | 0            | 0            | 0          | 0          | 0           | 0          | 1        | 0      | 0           | 0          |
| F. Stahel       | 27           | 1            | 2            | 1            | 4          | 0          | 1           | 0          | 31       | 1      | 3           | 1          |
| R. Staubli      | 0            | 0            | 0            | 0            | 0          | 0          | 0           | 0          | 0        | 0      | 0           | 0          |
| D. Stucki       | 13           | 0            | 3            | 0            | 3          | 0          | 0           | 0          | 16       | 0      | 3           | 0          |
| E. Tahirović    | 2            | 0            | 0            | 0            | 1          | 0          | 0           | 0          | 3        | 0      | 0           | 0          |
| T. Tarchini     | 2            | 0            | 0            | 0            | 0          | 0          | 0           | 0          | 2        | 0      | 0           | 0          |
| H. Tihinen      | 29           | 2            | 6            | 1            | 4          | 0          | 0           | 0          | 33       | 2      | 6           | 1          |
| A. Vergara      | 0            | 0            | 0            | 0            | 0          | 0          | 0           | 0          | 0        | 0      | 0           | 0          |
| A. Vásquez      | 0            | 0            | 0            | 0            | 0          | 0          | 0           | 0          | 0        | 0      | 0           | 0          |
| D. Đurić        | 35           | 9            | 2            | 0            | 4          | 1          | 1           | 0          | 39       | 10     | 3           | 0          |